# 澳大利亚广播公司新闻频道
澳大利亚广播公司新闻频道（英語：ABC News），前称澳大利亚广播公司24小时新闻频道（英語：ABC News 24），是由澳大利亞廣播公司運營所有的一個24小時新闻频道，于2010年7月22日開始播出。2010年1月，澳大利亞廣播公司宣布將開播一條24小時新聞頻道，并取代高清版澳大利亞廣播公司主频（ABC HD）。2016年，因高清版主频恢复播出，24小時新闻频道降为标清格式播出。2017年4月10日改为现名。澳大利亚广播公司国际频道（ABC Australia）也会并机播出本频道节目。

## 外部連結
- 官方网站